# Cámara de Comercio e Industria (Surinam)
La Cámara de Comercio e Industria, en neerlandés: Kamer van Koophandel en Fabrieken (KKF), es una institución surinamesa que ofrece asesoramiento a las empresas antes, durante y después de su puesta en marcha, y las inscribe en el registro mercantil.  

Hasta el año 2008 las oficinas estaban situadas en la calle Mr. Dr. JC de Mirandastraat #10 y desde entonces se encuentran en la calle Prof. WJA Kernkampweg #37. 

## Historia
La KKF fue fundada el 1 de mayo de 1910 en el edificio del banco comercial De Surinaamsche Bank (DSB) en Paramaribo . En ese momento, la KKF aún no tenía relevancia jurídica, pero tenía el carácter de una asociación de intereses. Desde 1910 hasta 1938, el número de miembros creció de nueve a once. En 2019, el número de miembros asciende a casi 30,000, quienes generan más de 150,000 empleos.
Desde la Regulación del Registro Mercantil de 1936, la KKF ha mantenido el registro obligatorio de todas las empresas en Surinam. Desde 2002, publica una hoja informativa que brinda orientación sobre el entorno empresarial y promueve el espíritu emprendedor.  

## Ferias de negocios
La KKF organiza una feria anual desde finales de noviembre hasta principios de diciembre, que atrae a alrededor de 100.000 visitantes de la región del Caribe. Además, es el organizador de la feria anual Agro - ICT - Made n Surinam .  Además, organiza la United Business Fair en conjunto con la empresa de medios United.   Las ferias suelen celebrarse en el cercano Salón de Negocios (Hal van het Bedrijfsleven), también conocido como Salón KKF.

## Formas jurídicas
Las formas jurídicas habituales de las empresas en Surinam son la empresa unipersonal (eenmanszaak ) y la naamloze vennootschap (NV). Otras formas son la sociedad colectiva (vennootschap onder firma; VOF), la sociedad en comandita (commanditaire vennootschap; CV), el seguro mutuo (onderlinge waarborgmaatschappij; OWM), la cooperativa (co-op), las personas jurídicas públicas, las empresas extranjeras formalmente registradas, las fundaciones y asociaciones. Desde la introducción de la Ley de Cuentas Anuales el 31 de agosto de 2017, las personas jurídicas están obligadas a publicar un estado financiero para cada ejercicio fiscal. 
- Economía de Surinam
- Cámara de Comercio de Surinam y Guyana